# Can Brunet (Llorac)
Can Brunet és una obra de Llorac (Conca de Barberà) inclosa a l'Inventari del Patrimoni Arquitectònic de Catalunya.

## Descripció
Masia situada a la banda de ponent del nucli de Rauric. Molt derruïda, especialment pel que fa a les construccions annexes. Conserva el cos central compost de planta i dos pisos. Teulada de dues vessants lleument inclinades. Destaca la disposició i construcció d'obertures (finestres amb ampit) amb llindes de fusta. Edifici característic del renaixement agrícola de la zona a partir de la segona meitat del segle xix.